# Рокасовский, Алексей Иванович
Алексей Иванович Рокасовский (1798—1850) — инженер, генерал-лейтенант, сенатор. Старший брат генерала от инфантерии П. И. Рокасовского.

## Биография
Происходил из дворян Витебской губернии. Отец — Иван Никитич Рокасовский (1762—1826), полковник Козловского пехотного полка, отставной бригадир; служил адъютантом у графа Потёмкина, фаворита Екатерины, и в этой должности принимал активное участие в подавлении восстания Пугачёва, за что ему было пожаловано имение Дубокрай. Мать — Шарлотта, урождённая фон Альбедиль (ум. после 1800 г.).
В 1811 году поступил в Институт Корпуса инженеров путей сообщения и уже 10 июня 1812 года — в 14 лет — был произведён, «по успехам в науках», в прапорщики. Через год, 24 мая 1813 года, он был произведён в подпоручики, а 26 июня 1814 года назначен, инженером 3-го класса, в штат X округа путей сообщения с оставлением в Институте, при генерал-лейтенанте Бетанкуре, в качестве репетитора; 20 августа 1814 года утверждён в звании инженера 3-го класса с производством в поручики и 8 мая 1817 года произведён в капитаны — всё это время фактически он находился при Институте Корпуса путей сообщения путей сообщения.
С 20 мая 1819 года по 3 октября 1822 года Рокасовский находился в Нижнем Новгороде, где руководил работами по устройству ярмарки. Затем получил новое назначение — произвести изыскания для устройства в Российской империи сообщения между Неманом и Балтийским морем, от которого можно было ожидать больших выгод для русской торговли. Ему предписывалось обследовать бассейны рек Виндавы и Дубисы, а также Невежи, Лавенны, Муссы и Аа, выбрать наивыгоднейшую систему для производства сообщения и затем, по самым тщательным изысканиям, составить проект и смету на сооружение канала, справку о материалах, рабочих и об отчуждении земель, а также предложить частным лицам взять на себя, на известных условиях, постройку канала. Исследовав три варианта канала, Рокасовский пришёл к заключению о необходимости остановиться на Виндавском порте и соединить реки Виндаву и Дубиссу. В 1825 году проект Виндавского канала Рокасовского был утверждён и немедленно начаты работы, которые продолжались до декабря 1830 года, когда началось восстание, после которого решено было решено прекратить осуществление проекта; с 28 июля 1828 года Рокасовский состоял управляющим VII округом и работами Виндавского водяного сообщения, а в 1836 году управляющим V Округом, правление которого находилось в Риге.
К этому времени Рокасовский был произведён сперва в полковники (29.04.1826), а затем в генерал-майоры (6.12.1830). Вместе с прекращением работ по Виндавскому сообщению Рокасовский был назначен, 8 декабря 1839 года, директором 1-го департамента Главного управления путей сообщения и публичных зданий, а в 1842 году был назначен членом особой Комиссии, учреждённой при Департаменте железных дорог Главного управления на время сооружения Петербургско-Московской железной дороги; с 29 октября 1842 года он был назначен товарищем (помощником) главноуправляющего, графа Клейнмихеля. По новой своей должности Рокасовский занимал также место председателя Аудиториата путей сообщения, а с 12 ноября 1842 года состоял ещё и членом совета Главного управления; наконец, 6 февраля 1843 года он был назначен членом комитета Петербургско-Московской железной дороги. При графе Клейнмихеле Рокасовский, будучи уже в чине генерал-лейтенанта, состоял с 1 марта 1843 года председателем особого "комитета для начертания общего плана настоящим и будущим путям, а также (в 1847 году) председателем в комитете по сооружению в Санкт-Петербурге постоянного моста через Неву (Николаевского).
В 1848 году (20 октября) А. И. Рокасовский был назначен членом комиссии о построении Исаакиевского собора, членом центрального комитета по принятию мер к прекращению холеры и был награждён 11 апреля орденом Белого орла. В этом же году (23 октября) Рокасовский был назначен сенатором и председателем учебного комитета, «для сосредоточения в нём направления умственного образования и наблюдения за его ходом по ведомству путей сообщения».
Умер 1 (13) мая 1850 года в Санкт-Петербурге, оставаясь до самой смерти товарищем главноуправляющего путями сообщения и публичными зданиями.
Был женат на баронессе Прасковье Будберг, дочери Готтарда-Вильгельма Будберга. У них было трое детей: два сына, Алексей и Платон, и дочь.

## Награды
- орден Св. Анны 2-й ст.
- орден Св. Владимира 4-й ст.
- орден Белого орла